# Горы-Стрыевецкие
Горы-Стрыевецкие (укр. Гори-Стрийовецькі) — село в Збаражской городской общине Тернопольского района Тернопольской области Украины.
Код КОАТУУ — 6122486402. Население по переписи 2001 года составляло 199 человек.
До 2020 года входило в Збаражский район.

## Географическое положение
Село Горы-Стрыевецкие находится на расстоянии в 1 км от села Максимовка и в 1,5 км от села Киданцы. Рядом проходит железная дорога, станция Максимовка-Тернопольская в 1,5 км.

## История
- 1890 год — дата основания.